# Lykkens Automobil
Lykkens Automobil er en amerikansk stumfilm fra 1918 af William Desmond Taylor.

## Medvirkende
- Constance Talmadge - Sallie Waters
- Norman Kerry - Joshua Cabot II
- Kate Toncray - Martha Cabot
- Thomas Persse - John Henderson
- Karl Formes - Joshua Cabot
- M. B. Paanakker - Richard Cabot